# Carolin Niemczyk

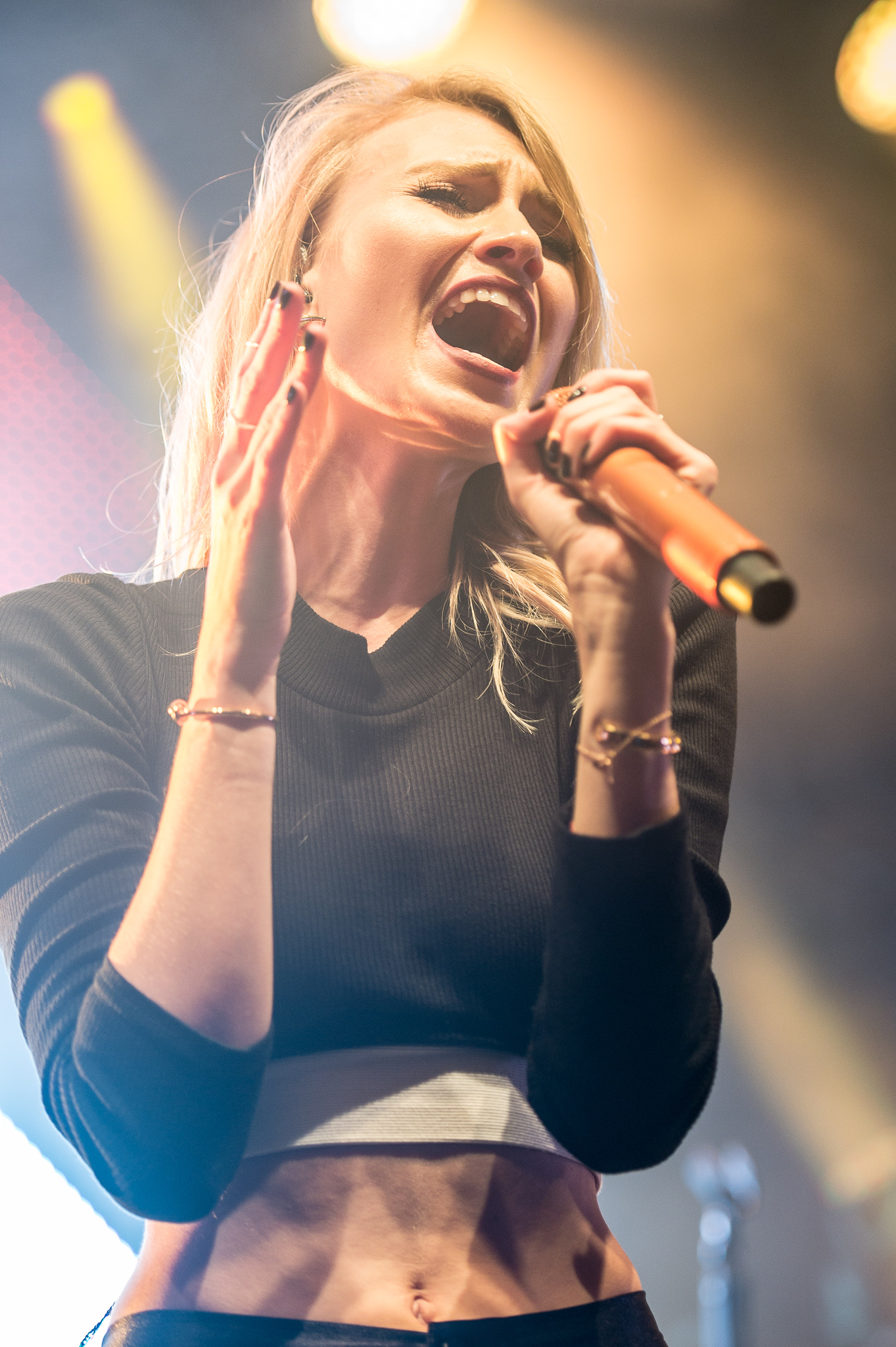
Carolin Niemczyk (2016)

Carolin Niemczyk (* 24. Juli 1990 in Singen (Hohentwiel)) ist eine deutsche Sängerin und Mitglied des Elektropop-Duos Glasperlenspiel.

## Leben und Karriere
Niemczyk ist polnischer Abstammung und wurde 1990 im baden-württembergischen Singen geboren. Abitur machte sie am Friedrich-Wöhler-Gymnasium Singen. Niemczyk war bereits in ihrer Schulzeit musikalisch tätig. Zunächst war sie in der Stockacher Schülerband Crazy Flowers aktiv, in welcher auch ihr jetziger Bandkollege und Freund Daniel Grunenberg spielte. Mit ihrer zweiten Band Keine Zeit gewannen sie 2010 mit dem Lied Versinken den Radio ENERGY Newcomer Contest 2009/2010. Bekanntheit erlangte Niemczyk unter dem Bandnamen Glasperlenspiel 2011. Dort nahm sie mit Grunenberg am Bundesvision Song Contest von Stefan Raab auf ProSieben teil. Mit dem Song Echt belegten sie für Baden-Württemberg den vierten Platz. Erneut nahm sie 2015 am Bundesvision Song Contest teil und belegte mit Daniel Grunenberg den sechsten Platz. Sie nahmen mit dem Lied Geiles Leben teil, welches im Mai 2020 in Deutschland mit einer Diamantenen Schallplatte für über eine Million verkaufte Einheiten ausgezeichnet wurde. Am 9. Februar 2019 taufte sie das Kreuzfahrtschiff Mein Schiff 2 in Lissabon.
2018 war Niemczyk als Jurorin neben Dieter Bohlen, Mousse T. und Ella Endlich in der fünfzehnten Staffel von Deutschland sucht den Superstar auf RTL tätig. In der fünften Staffel der ProSieben-Sendung The Masked Singer nahm sie als Mops teil und belegte den vierten Platz.
Neben ihrer Musikkarriere ist Niemczyk auch Modebloggerin. Darüber hinaus publizierte sie im August 2015 ihr erstes Buch mit dem Titel Lovemade – Lieblingssachen selbermachen. Die Niederschrift, in welcher Niemczyk ihre liebsten DIY-Anleitungen mit den Lesern teilt, stellte die Sängerin anschließend bei der Frankfurter Buchmesse 2015 vor.

### Soloprojekt
Seit 2019 ist Carolin Niemczyk, unter dem Kürzel CZYK [sprich: tschick], auch als Solokünstlerin tätig. Ihre Debütsingle „Kumpels“ feat Moe Phoenix veröffentlichte sie im Juni jenes Jahres. Den ersten Fernsehauftritt legte sie im ZDF-Morgenmagazin ab. Es folgte die zweite Single „CZYK“, ein Feature mit Manuellsen, im Oktober 2019. Musikalisch steigt Niemczyk damit in den Pop-Urban-Bereich ein, welcher stilistisch durch Hip-Hop, R‘n‘B & Pop geprägt ist. Zeitgleich betont die Universal Music Group, dass die Sängerin Glasperlenspiel auch weiterhin die Treue halten und das Soloprojekt nebenher bestehen werde.

### Privates
Niemczyk und Grunenberg sind seit 2006 auch privat ein Paar und haben im Sommer 2024 in Allan, Frankreich, geheiratet. Sie ist Vegetarierin.

## Fernsehauftritte (Auswahl)
- 2011: Bundesvision Song Contest (ProSieben, Teilnehmerin)
- 2011, 2012: TV Total (ProSieben, Gast)
- 2012: Willkommen bei Carmen Nebel (ZDF, Gast)
- seit 2012: Die ultimative Chartshow (RTL, gelegentliche Auftritte)
- seit 2013: ZDF-Fernsehgarten (ZDF, gelegentliche Auftritte)
- 2015: Bundesvision Song Contest (ProSieben, Teilnehmerin)
- 2015: Willkommen 2016 (ZDF, Gast)
- 2017: Tigerenten Club (SWR/KIKA, Gast)
- 2018: Deutschland sucht den Superstar (RTL, Jurorin)
- 2018: Wer weiß denn sowas? (ARD, Teilnehmerin)
- 2018: ZDF-Morgenmagazin (ZDF, Gast)
- 2018: Grill den Profi (VOX, Teilnehmerin)
- 2018: Quizduell (ARD, Teilnehmerin)
- 2018: Willkommen 2019 (ZDF, Gast)
- 2019: Gute Zeiten, schlechte Zeiten
- 2019: ZDF-Morgenmagazin (ZDF, Gast)
- 2020: #Free ESC (ProSieben, Teilnehmerin)
- 2020: Die große Silvester Show 2020 (ARD, Gast)
- 2021: Gottschalk feiert: Nochmal 18! (SWR, Gast)
- 2021: Die Hitwisser (VOX, Teilnehmerin)
- 2021: The Masked Singer (ProSieben, Teilnehmerin)
- 2021: Quizduell (ARD, Teilnehmerin)
- 2021: ZDF-Morgenmagazin (ZDF, Gast)
- 2021: Willkommen 2022 (ZDF, Gast)
- 2022: MDR Osterfeuer 2022 (MDR, Gast)
- 2022: Antenne Brandenburg Sommertour (rbb, Gast)
- 2022: Eröffnungsspiel der Fußball-Bundesliga 2022/23
- 2022: Wer weiß denn sowas? (ARD Mediathek, Teilnehmerin)
- 2022: Wok-Weltmeisterschaft 2022 (ProSieben, Teilnehmerin)
- 2022: Die große Silvester Show 2022 (ARD, Gast)
- 2023: Dein Song – ein Hit, eine Story (KIKA, Teilnehmerin)
- 2023: Quizduell (ARD, Teilnehmerin)
- 2023: Ehrensache 2023 (SWR, Jurorin)